# Barnagumós fülőke
A barnagumós fülőke (Collybia tuberosa) a pereszkefélék családjába tartozó, Eurázsiában és Észak-Amerikában honos, más gombák termőtestét bontó, apró gombafaj.

## Megjelenése
A barnagumós fülőke kalapja 0,2-1 cm széles, alakja eleinte domború, majd széles domborúan, laposan kiterül, közepe kissé bemélyed. Széle fiatalon kissé begöngyölt. Felszíne nagyjából csupasz, sima; széle néha kissé bordázott lehet. Színe fehéres, a közepe felé halványsárgás, -barnás.
Húsa egészen vékony, színe fehéres. Szaga és íze nem jellegzetes.  
Kissé ritkás lemezei tönkhöz nőttek. Színük fehéres vagy halványrózsaszínes árnyalatú.
Tönkje 1-5 cm magas és kb. 1 mm vastag. Nagyjából egyenletesen vastag, törékeny, görbülhet. A csúcsán és a tövén apró pihék, szemcsék borítják. Színe fehéres vagy rózsás árnyalatú. A tövénél fehéres micéliumokkal kapcsolódik a talajban lévő vörösbarna, fényes, hosszúkás vagy tojás formájú, almamagszerű (3-12 x 2-5 mm) gumóihoz (szkleróciumhoz).
Spórapora fehér. Spórája ellipszoid vagy nagyjából könnycsepp alakú, sima, inamiloid, mérete 4,5-6,5 x 2,5-3,5 μm.

### Hasonló fajok
Közeli rokona az élősdi fülőke, amelynek nincs szkleróciuma; és a sárgagumós fülőke, amelynek lemezei sűrűbbek, szkleróciuma kerekdedebb, sárgás színű.

## Elterjedése és termőhelye
Európában, Ázsiában és Észak-Amerikában honos. 
Lombos- és tűlevelű erdőkben található meg, ahol a nagyobb kalapos gombák (főleg galambgombák vagy tejelőgombák) széteső maradványain él, általában csoportosan jelenik meg. Nyár végétől ősz végéig terem. 

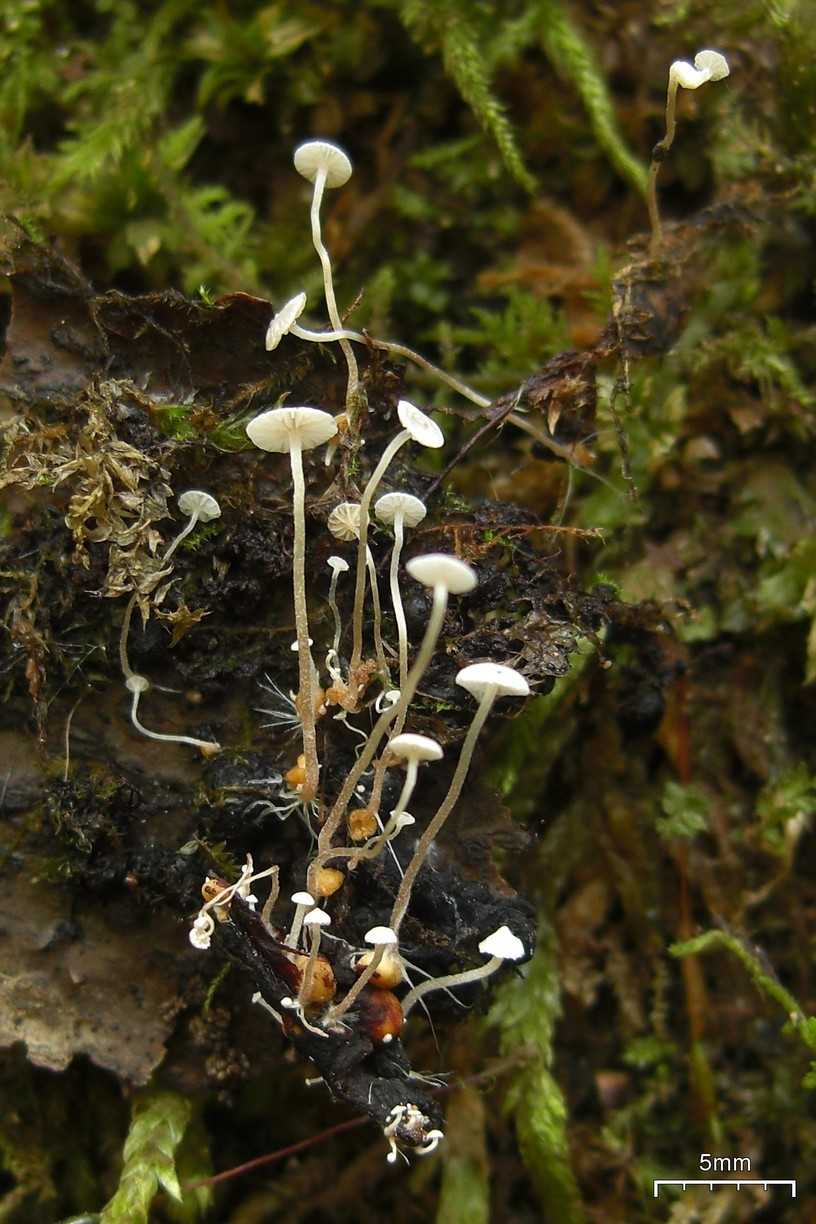
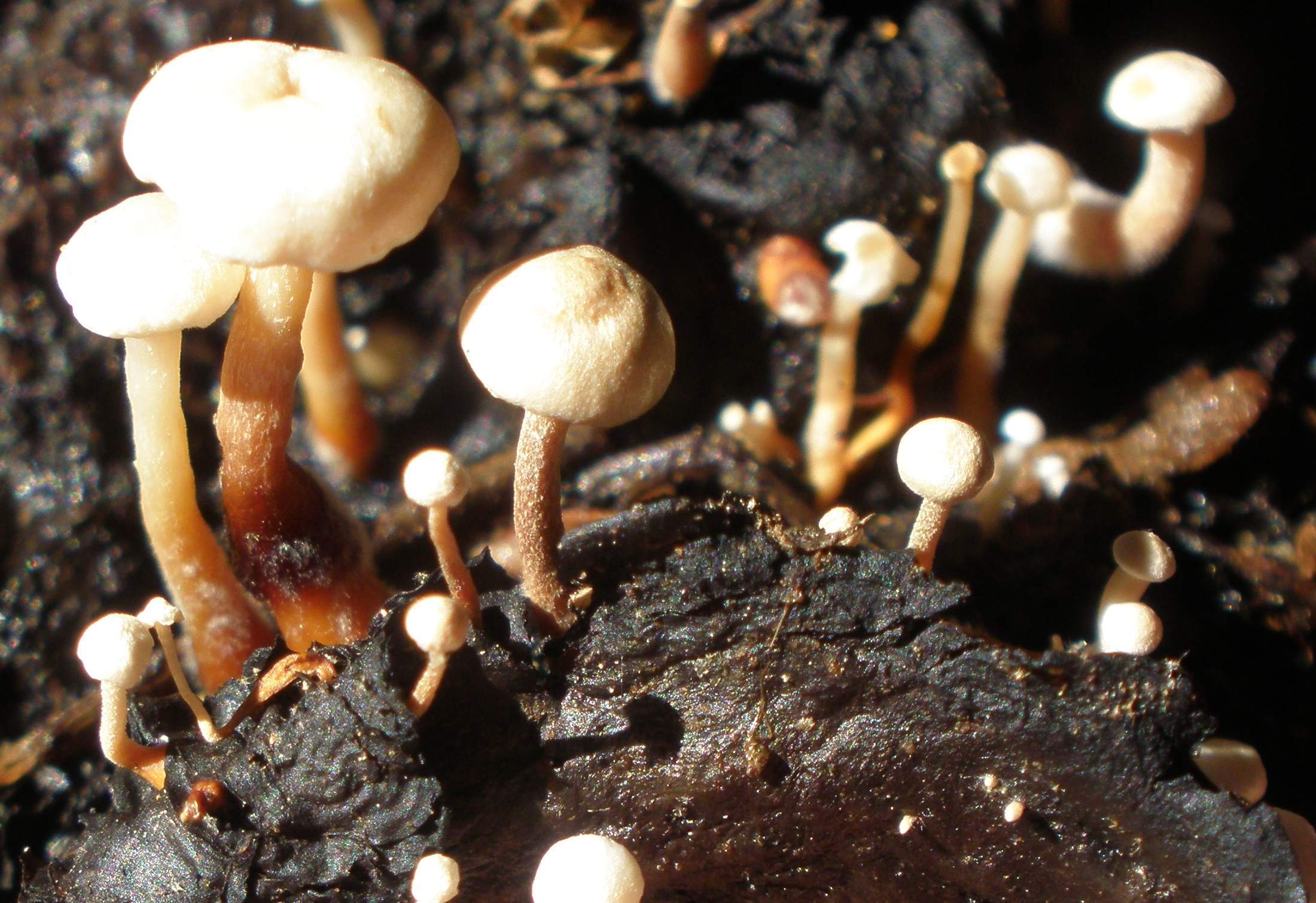
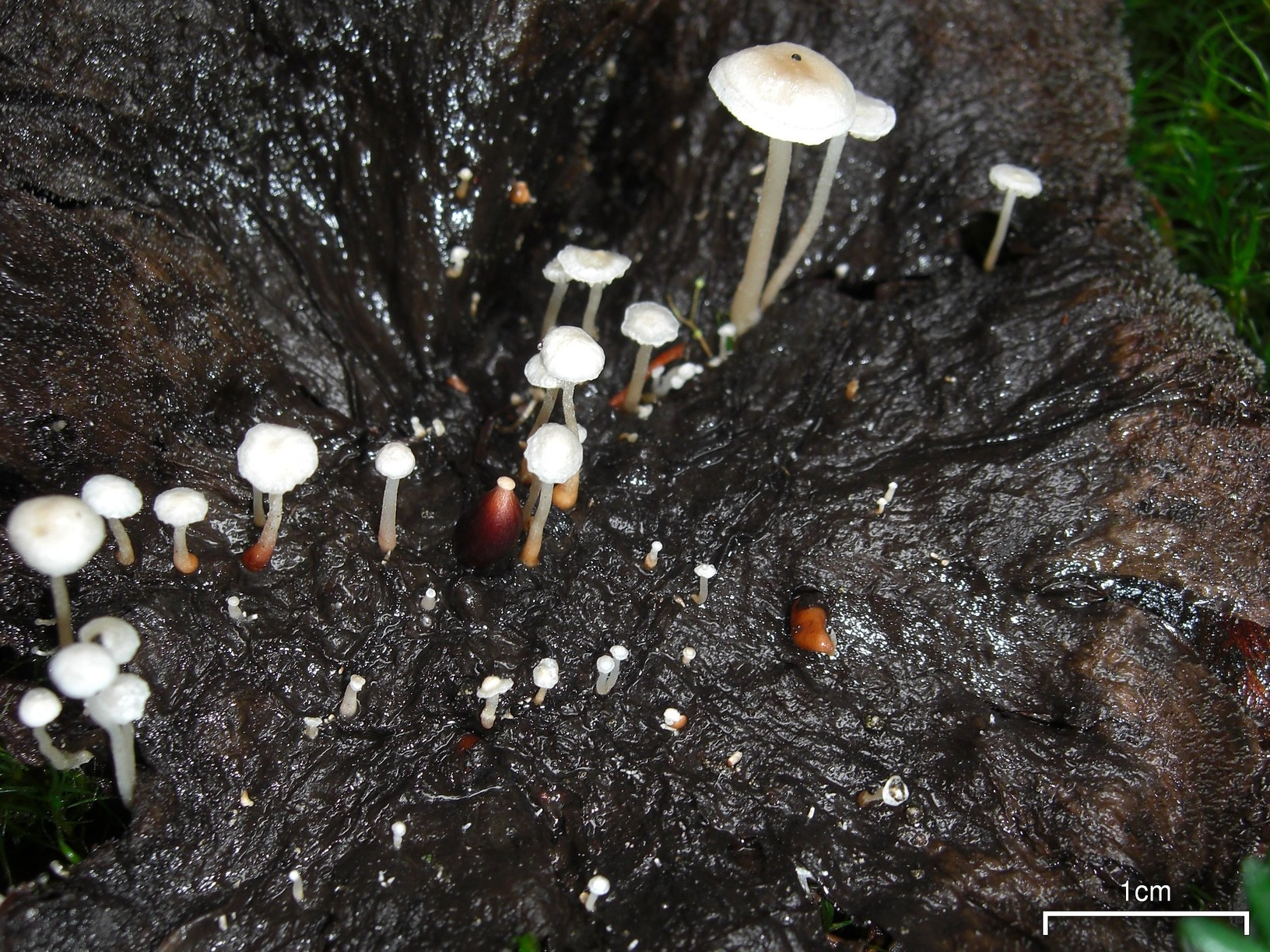
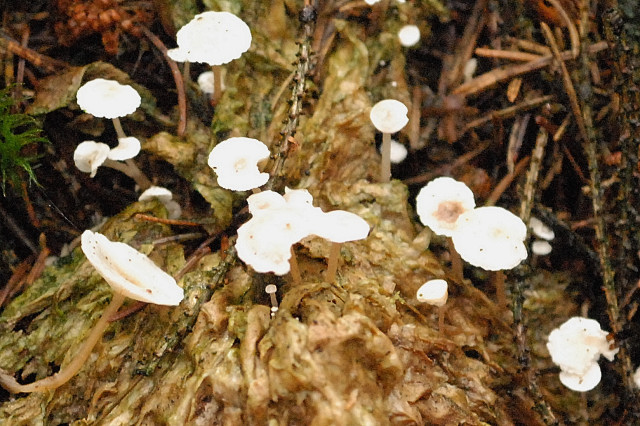
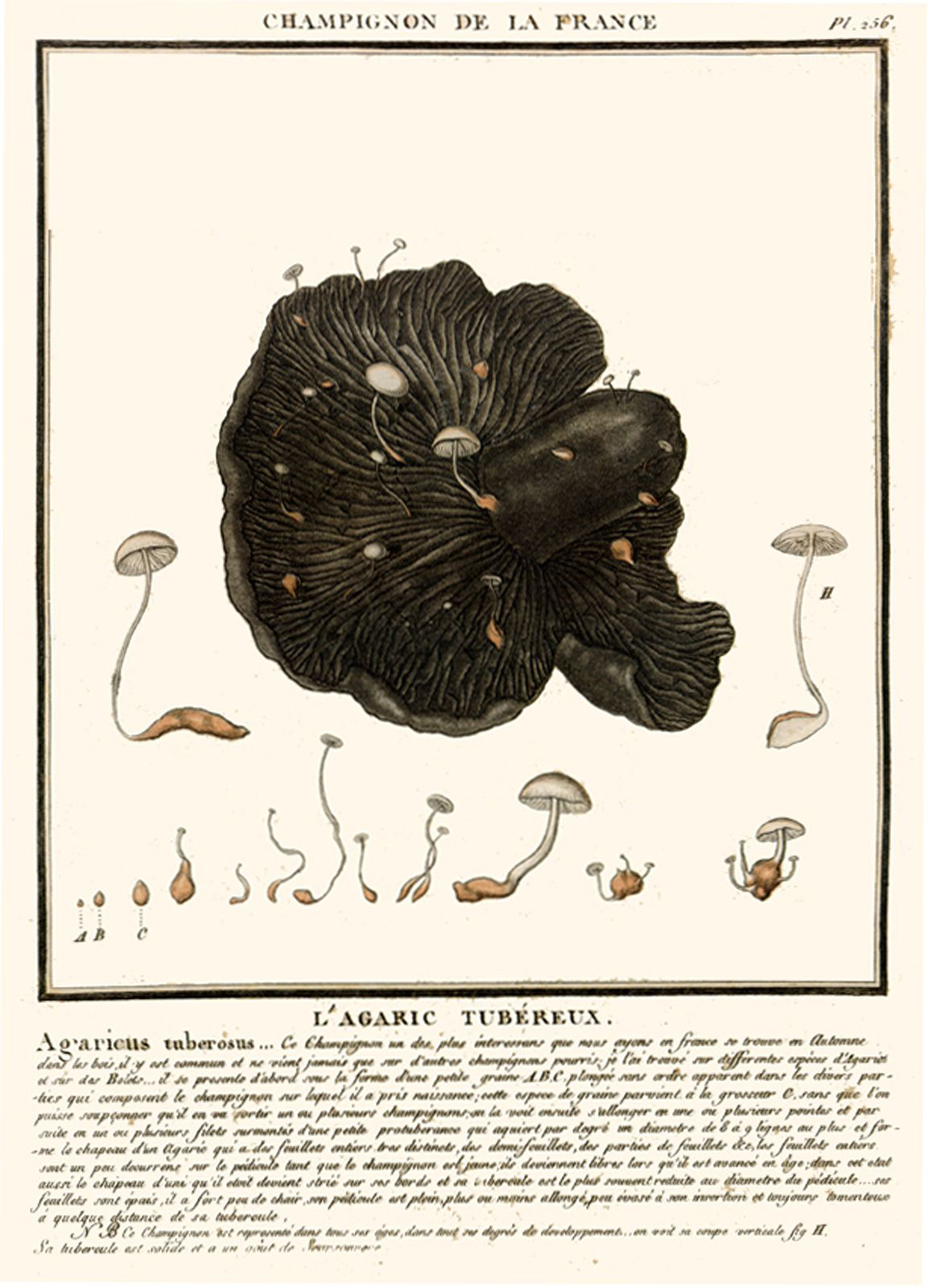

Nem ehető.